# Siguniangberget
Siguniangberget eller Siguniang Shan (kinesiska: 四姑娘山) är ett berg i Kina.   Det ligger i provinsen Sichuan, i den centrala delen av landet, 1 600 km sydväst om huvudstaden Peking. Toppen på Siguniang Shan är 6 224 meter över havet.
Siguniangberget blev 2006 tillsammans med Jiajinberget och Wolongs naturreservat listat av Unesco som världsarv.
Terrängen runt Siguniangberget är huvudsakligen bergig. Siguniangberget är den högsta punkten i trakten. Runt Siguniangbergetn är det ganska glesbefolkat, med 26 invånare per kvadratkilometer. Trakten runt Siguniangberget består i huvudsak av gräsmarker.